# 1928년 하계 올림픽 캐나다 선수단
캐나다는 1928년 7월 28일에서 8월 12일까지 네덜란드 암스테르담에서 열린 제9회 하계 올림픽에 선수단을 파견했다. 8종목에 걸쳐 남자 62명 여자 7명 등 총 69명의 선수가 참가했다.